# مركز بحوث الأحياء البحرية
هو مركز بحثي مختص في دراسة الأحياء البحرية و وضع البرامج اللازمة لتنمية الموارد البحرية الليبية و دعمها كما اوكلت له مهمة توفير المعلومات و البيانات حول الثروة البحرية في ليبيا و نشرها و تقديم الاستشارات في مجالات الثروة البحرية و الزراعات المائية .

## التأسيس و الإنشاء
أنشـئ مركـز بحوث الأحيـاء البحرية سنـــة 1981 م، وفي سنة 1984م ضُم مركز أبحاث الصيد البحري إلى مركز بحوث الأحياء البحـــرية وذلك لتوحــيد الإمكانــــيات والاستفـــــادة من خبرة المركزين. أوكل للمركز العديد من المهام والأنشطة تهدف في مجملها إلى القيام بالبحوث التطبيقية والدراسات العلمية والفنية ووضع الخطط والبرامج اللازمة لتنفيذ السياسة العامة في هذا المجال وتوفير البيانات والمعلومات حول الثروات البحرية ونشرها وتقديم الاستشارات في مجالات الثروة البحرية والزراعات المائية.
وفى عام 2002 أفتتح فرع المركز ببنغازي بهدف تفعيل دور المركز ومتابعة كل الأنشطة والأهداف المناطة بالمركز في المنطقة الشرقية وإجراء البحوث والدراسات وفق الخطة البحثية المعتمدة للمركز.

## أقسام المركز
- قسم الإحصاء والدراسات الاقتصادية والاجتماعية .
- قسم الجودة وأمراض الأحياء البحرية .
- قسم التقنية الحيوية البحرية .
- قسم الحماية والتنوع البيولوجي .
- قسم الزراعات المائية .
- قسم الكيمياء و الفيزياء البحرية .
- قسم المصائد البحرية .
- قسم الطحالب والهوائم البحرية .
- قسم تقنيات الصيد .

## مطبوعات
يتولى المركز مهمة إصدار مجلة ( المجلة الليبية لعلوم البحار ) كمجلة علمية إضافة إلى مجلة ( آفاق البحار ) .

## وصلات خارجية
الموقع الرسمي للمركز